# 23258 Tsuihark
23258 Tsuihark (2000 YY21) là một tiểu hành tinh vành đai chính được phát hiện ngày 29 tháng 12 năm 2000 bởi W. K. Y. Yeung ở Desert Beaver Observatory, in honor thuộc Hark Tsui, one of the famous Hong Kong fantasy film directors.